# Permission de minuit

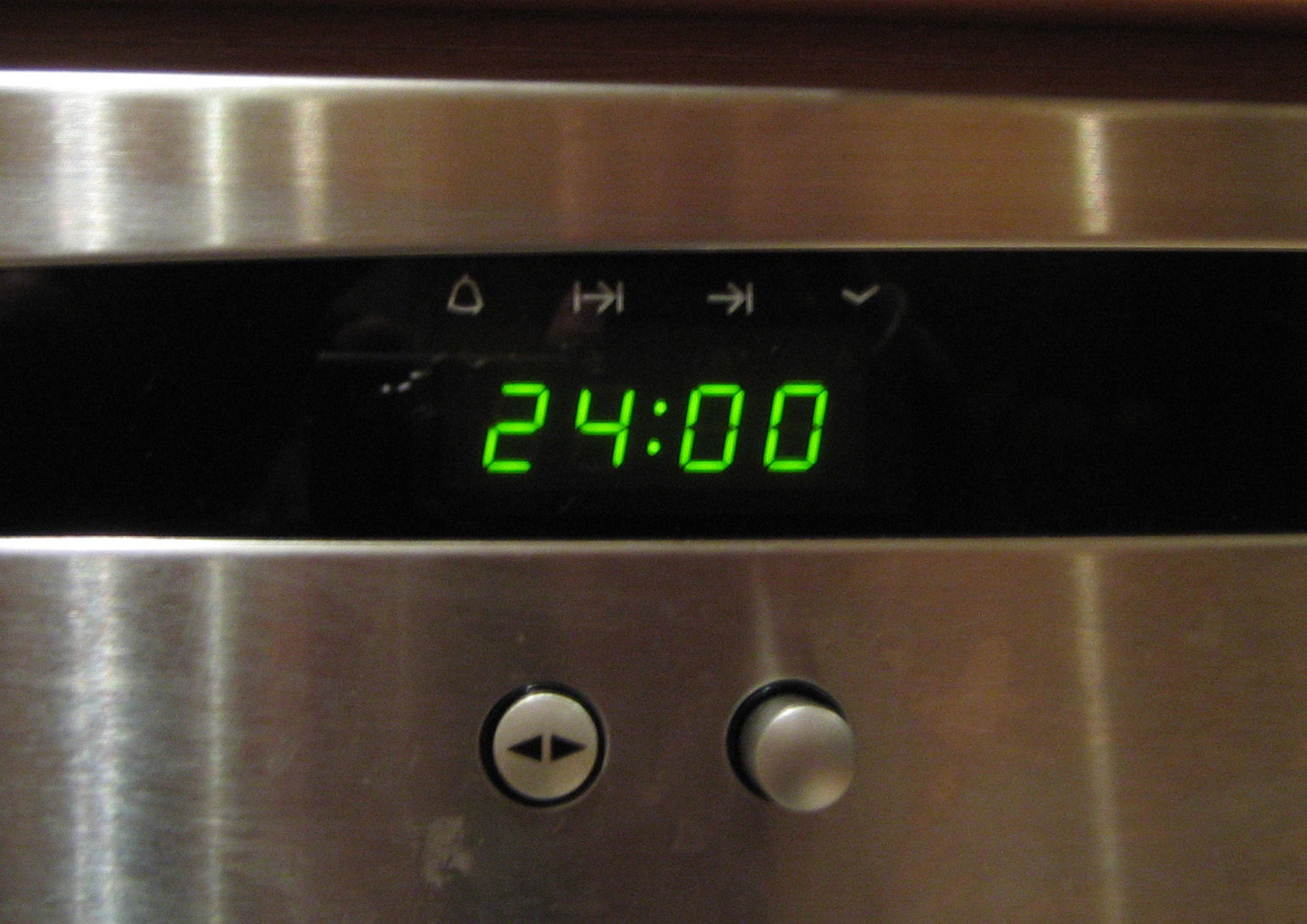
Une horloge indiquant minuit.

La permission de minuit est l'autorisation que donne un adulte à un enfant placé sous sa responsabilité de prolonger ses sorties nocturnes hors du foyer familial au-delà de minuit. Elle est généralement accordée tacitement dans les pays occidentaux mais peut également y faire office, au préalable, de récompense ponctuelle. Les bénéficiaires s'en servent essentiellement pour retrouver leurs amis dans les fêtes qu'il organisent ou aller s'amuser avec eux en boîte de nuit.